# IKEA-katalog
IKEA-kataloget (svensk: Ikea-katalogen) var et katalog, der årligt blev udgivet af den svenske møbelgigant IKEA. Kataloget blev første gang offentliggjort på svensk i 1951, og ansås for at være det primære marketingsværktøj for firmaet. I 2004 optog kataloget 70% af IKEA's årlige marketingbudget. På verdensplan blev ca. 208 millioner eksemplarer af kataloget trykt i regnskabsåret 2013, hvilket er mere end det dobbelte af antallet af bibler, forventede at blive trykt i samme periode.
2013-udgaven blev udgivet i 43 lande. 2010-udgaven blev udgivet på 30 sprog.
I 2019 stoppede kataloget med at blive husstandsomdelt, men kunne stadig fås i begrænset oplag i varehusene og fra december 2020 meddelte IKEA, at man ville stoppe produktionen helt, grundet stigende internethandel.

## Produktion og distribution
Kataloget indeholdt generelt over 300 sider og præsenterede omkring 12.000 produkter. Det blev distribueret både i butikker og via post. Hver udgave af kataloget tog omkring 10 måneder at udvikle fra koncept til slutprodukt.
Det meste af kataloget var produceret af IKEA Communications AB i Älmhult, Sverige, som også er beliggenheden for den oprindelige IKEA-butik. IKEA Communications driver desuden det største fotostudie i Nordeuropa på 8.000 kvadratmeter fra dette sted. Fra 2012 beskæftigede studiet 285 fotografer, tømrere, interiørarkitekter og andet personale, der arbejdede på fuld tid med fotoshoots. Selve kataloget var trykt på klorfri papir med 10-15% postforbrugeraffald.
Ifølge den canadiske tv-selskab CTV, har "IKEA's publikationer udviklet en næsten kultlignende følgeskare online. Læsere har fundet alle slags mærkelige småting, inklusive mystiske kattebilleder, tilsyneladende Mickey Mouse-referencer og underlige bøger, der er placeret på de mange hylder, der fylder katalogerne."

## Innovation
Virksomheden begyndte at eksperimentere med computergenererede billeder i 2005 ved at placere et enkelt computer-gengivet billede af en trestol i 2006-udgaven af kataloget. Ifølge Anneli Sjögren, leder af fotografering i IKEA, bemærkede kunderne ikke, at stolen var computergenereret. I 2010 blev det første helt computergenererede rum udført til kataloget. I 2013-udgaven var 12% af billederne til IKEA-kataloget, brochurer og IKEA's hjemmeside computergenereret. Fra 2014 er 75% af produktbilleder (dvs. med hvide baggrundsbilleder) og 35% af ikke-produktbilleder på tværs af al IKEA-kommunikation fuldt ud computergenereret.
Augmented reality blev introduceret i 2013-udgaven af kataloget. "Røntgen"-visninger gennem møblerne, videoer, vejledninger og andet interaktivt indhold kunne fås ved at scanne et symbol i kataloget med en mobilenhed. Kataloget fra 2014 indeholdt en augmented reality-app, der projicerer en vare til et fotografibillede i realtid af brugerens værelse. Den augmented reality-app giver også en indikation af skalaen på IKEA-objekter i forhold til brugerens interiørsituation.

## Typografi
I 2009 ændrede IKEA skrifttypen, der blev brugt i sit katalog fra Futura til Verdana, og udtrykte et ønske om at forene sin branding mellem trykte og webmedier. Kontroversen er tilskrevet opfattelsen af Verdana som et symbol på homogenitet i populær typografi. Ændringen trak betydelig medieopmerksomhed. I 2019 skiftede virksomheden fra Verdana til IKEA Noto Sans som virksomhedens officielle skrifttype, inklusive dets katalog. Skrifttypen er en ændret version af Googles open source font Noto Sans.

## Kritik
I oktober 2012 blev IKEA kritiseret for at fjerne kvinder fra fotos i den saudiarabiske version af 2013-kataloget.

## IKEA Family Live
IKEA udgiver og sælger også et almindeligt stilmagasin med titlen IKEA Family Live på tretten sprog, der supplerer kataloget. En engelsksproget udgave til Storbritannien blev lanceret februar 2007 med over 500.000 abonnenter.